# Olympiazentrum
Olympiazentrum – stacja metra w Monachium, na linii U3. Stacja została otwarta 8 maja 1972. Stacja została otwarta z okazji Igrzysk Olimpijskich 1972, znajduje się na terenie byłej wioski olimpijskiej (obecnie przekształconej w osiedle mieszkaniowe i domy studenckie). W pobliżu mieści się m.in. stadion olimpijski oraz centrala firmy BMW.